# Opelytus rugichelis
Opelytus rugichelis is een hooiwagen uit de familie Epedanidae.